# Václav Fořtík
Václav Fořtík (* 22. listopadu 1970 Ústí nad Labem) je český organizátor, editor a aktivista, od dubna do září 2016 místopředseda České pirátské strany.

## Fandom
Od počátku 90. let se podílel na organizování akcí v rodném Ústí a později v Praze, kde založil Sci-fi klub Terminus a od roku 1997 pořádal tradiční setkání Pragocon (poslední ročník se konal roku 2010, od roku 2011 jej nahradil PragoFFest).

## Mensa a nadané děti
Od 1. července 1999 do 30. června 2001 a od 1. července 2003 do 30. června 2007 byl předsedou Mensy ČR, mimo tato tři volební období byl opakovaně 1. místopředsedou. Byl koordinátorem a předsedou tzv. Dětské Mensy (organizační součást Mensy ČR bez samostatné právní subjektivity), od počátku roku 2010 předsedou Rady pro Dětskou Mensu. Podporoval činnost Osmiletého gymnázia Buďánka, o. p. s. (nyní Mensa gymnázium, o. p. s.) – byl předsedou a místopředsedou správní rady (1996–2002), členem správní rady (2004–2006) a členem dozorčí rady (2002–2004). S manželkou PhDr. Jitkou Fořtíkovou, Ph.D. založil tzv. Centrum nadání.
K roku 2010 byl aktuálním organizátorem soutěže Miss Mensa.
V roce 2011 byl spolugarantem televizní soutěže „nadprůměrně inteligentních lidí“ Fenomén. V roce 2014 byl odborným poradcem televizní soutěže Nejchytřejší Čech.

## Autor
Jako autor a editor se podílel na vydávání inteligenčních testů, knih s touto tematikou a časopisu IQ (někdejší nakladatelství Ivo Železný). Testy a články přispívá do časopisů a novin (Mladá fronta DNES, CHIP, 21. století, Hospodářské noviny, Lidové noviny…). Zároveň s konáním Pragoconu pořádal literární soutěž O loutnu barda Marigolda (ke každému ročníku vyšel sborník nejlepších prací).

## Občanské aktivity
Před profesionalizací české armády se zasazoval o zrušení povinné vojenské služby.
V roce 2009 se angažoval v nové České pirátské straně. Jako člen strany se v roce 2010 neúspěšně zúčastnil obecních voleb do Zastupitelstva hlavního města Prahy jako lídr kandidátky pro obvod I.
Ve volbách do Evropského parlamentu v roce 2014 kandidoval na 20. místě kandidátky Pirátů, ale neuspěl. V dubnu 2016 byl na zasedání Celostátního fóra Pirátů v Olomouci zvolen 3. místopředsedou strany. Na funkci však v září téhož roku rezignoval.
V parlamentních volbách v říjnu 2017 kandidoval v Praze na 6. místě kandidátky, povoláním byl uveden jako tvůrce hádanek a hlavolamů, OSVČ. Piráti získali za tento obvod 5 mandátů, Fořtík přes zisk 1 873 přednostních hlasů (1,74 %) zůstal na původním 6. místě a stal se tak prvním náhradníkem.